# Om krisen eller kriget kommer

Die Broschüre Om krisen eller kriget kommer (2018), Vorder- und Rückseite

Om krisen eller kriget kommer ([ˈɔm ˈkriːsɛn ˈɛlːɛr ˈkriːɡɛt ˈkɔmːɛr] deutsch Wenn die Krise oder der Krieg kommt), bis 2018 Om kriget kommer, ist eine schwedische Broschüre, deren erste Ausgabe der schwedische militärische Leitungsstab (Försvarsstaben) ausarbeitete und die erstmalig 1943 an alle schwedischen Haushalte verteilt wurde. Die Ausarbeitung der ersten Ausgabe wurde vom Kronprinzen Gustaf Adolf, dem Leiter der Heeresabteilung, geleitet. Die aktuelle Ausgabe wird von der Myndigheten för samhällsskydd och beredskap, abgekürzt MSB, deutsch Behörde für Zivilschutz und Bereitschaft, herausgegeben.
Om kriget kommer enthält Anweisungen und Ratschläge für die Zivilbevölkerung Schwedens im Falle kriegsähnlicher Zustände – vom ersten Zivilschutzsignal bis zum zivilen Widerstand.
Neben der Form als Broschüre wurden einige Ausgaben von Om kriget kommer in den 1950er bis 1980er Jahren auch am Ende aller Teile der Telefonbücher veröffentlicht.

## Inhalt
Die Broschüre gibt auf 32 Seiten Anleitungen, wie man sich im Kriegsfall oder bei Terrorangriffen verhält: wie man Blutungen stoppen kann, Warnsignale richtig interpretiert, sich bei Terrorangriffen verhalten sollte, wo man Schutz findet, welche Vorräte anzulegen sind, um für eine Woche ohne Unterstützung auszukommen, bis hin zu der Frage nach „wie man das mit der Toilette macht, wenn es kein Wasser gibt“.
Hinzu kommt, wie Desinformation zu erkennen ist und man sich psychisch gegen Desinformationskampagnen wappnen kann. Zu Beginn der Broschüre steht: „Wenn Schweden angegriffen wird, werden wir uns niemals ergeben. Alle Angaben, dass der Widerstand aufhören wird, sind falsch.“
Außerdem weist die MSB darauf hin, dass im Kriegsfall alle Personen zwischen sechzehn  und siebzig Jahren Teil der schwedischen Gesamtverteidigung sind und verpflichtet werden können, die ihnen zugewiesenen Aufgaben zu übernehmen.

## Ausgaben
- Om kriget kommer – vägledning för rikets medborgare i händelse av krig (Wenn der Krieg kommt – Leitfaden für die Bürger des Reiches im Kriegsfall), Statens informationsstyrelse (Staatlicher Informationsdienst), 1943 (16 Seiten)
- Om kriget kommer – vägledning för Sveriges medborgare (Wenn der Krieg kommt – Leitfaden für die Bürger Schwedens), Kungliga Civilförsvarsstyrelsen (Königliche Zivilschutzbehörde), 1952 (33 Seiten)
- Om kriget kommer – vägledning för Sveriges medborgare (Wenn der Krieg kommt – Leitfaden für die Bürger Schwedens), Kungliga Civilförsvarsstyrelsen, 1961 (48 Seiten)
- Ab den 1970er Jahren wurden ähnliche Schriften in Telefonbüchern veröffentlicht. Der Umfang variierte zwischen 8 und 2 Seiten (A4).
- Om kriget kommer - vad du bör veta (Wenn der Krieg kommt – was Sie wissen sollten), Styrelsen för psykologiskt försvar (SPF) (Ausschuss für psychologische Verteidigung), 1978[6]
- Om kriget kommer – vad du bör veta (Wenn der Krieg kommt – was Sie wissen sollten), Beredskapsnämnden för psykologiskt försvar (Der Ausschuss für psychologische Verteidigung), 1983, nicht allgemein verteilt (39 Seiten)
- Om kriget kommer (Wenn der Krieg kommt), SPF, 1987 (31 Seiten). Diese Ausgabe war für Ausbildungszwecke im Rahmen der Gesamtverteidigung vorgesehen. Quelle: Umschlag der Ausgabe
- Om kriget kommer (Wenn der Krieg kommt), SPF, 1989
- Om kriget eller katastrofen kommer – vad gör vi med barnen? (Wenn Krieg oder Katastrophe kommt – was machen wir mit den Kindern?), Socialstyrelsen (Sozialbehörde), 1991 (49 Seiten)
- Om krisen eller kriget kommer - viktig information till Sveriges invånare (Wenn die Krise oder der Krieg kommt – wichtige Informationen für die Einwohner Schwedens), MSB, 2018 (20 Seiten)
- Om krisen eller kriget kommer - viktig information till Sveriges invånare (Wenn die Krise oder der Krieg kommt – wichtige Informationen für die Einwohner Schwedens), MSB, 2024 (32 Seiten)

## Ausgabe 2018

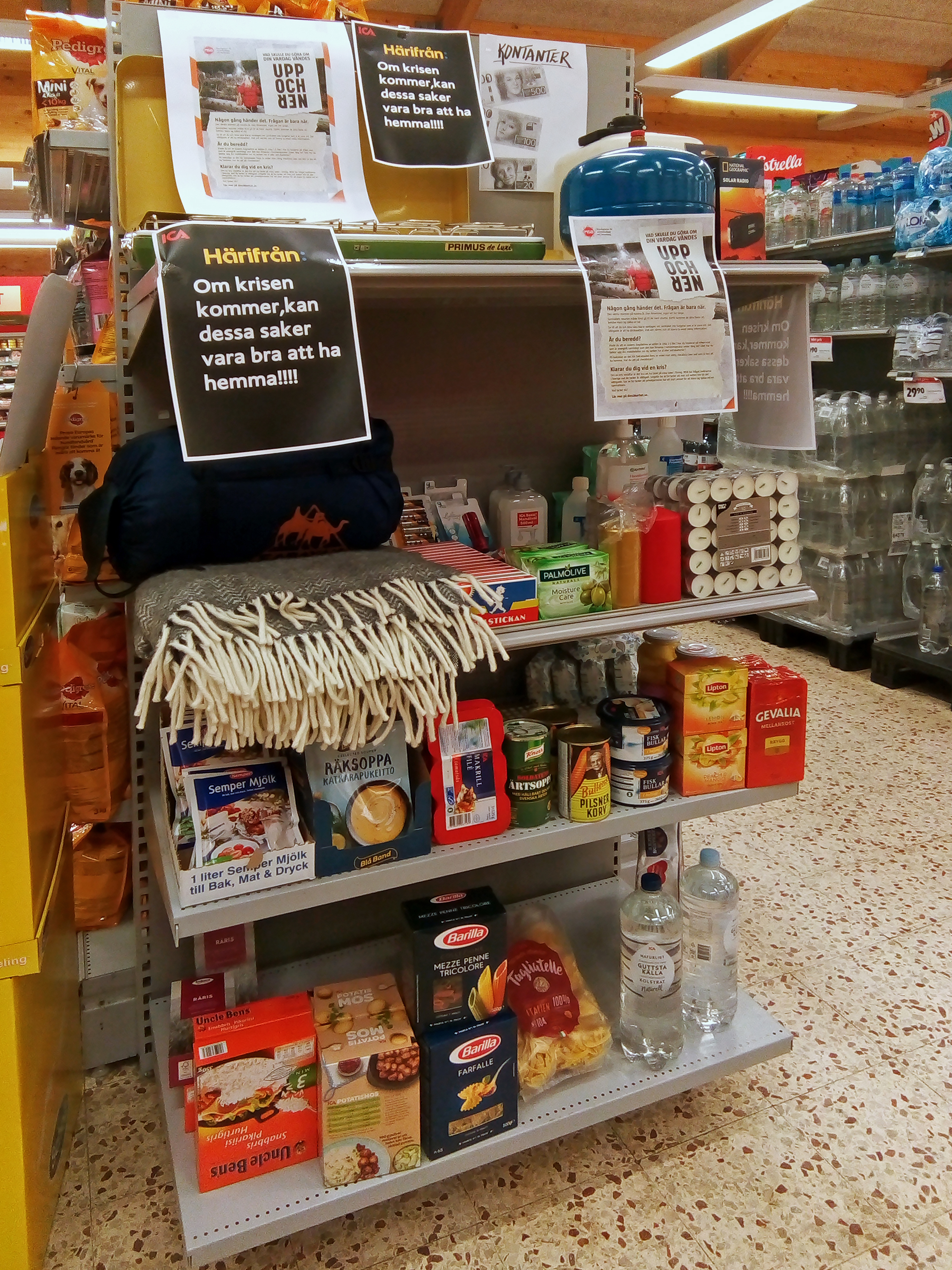
Ausstellung mit Dingen, die laut der Ausgabe 2018 der Broschüre zu Hause vorrätig sein sollten. ICA, Brastad 2019

Die Regierung Löfven beauftragte Anfang 2017 die MSB, eine überarbeitete Ausgabe der Broschüre zu erstellen. Einer der Anlässe war Russlands Annexion der Krim, die in Schweden deutlich früher als z. B. in Deutschland für ein Umdenken sorgte. Die Behörde präsentierte die neue Ausgabe mit dem Titel Om krisen eller kriget kommer am 21. Mai 2018. Die Broschüre wurde zwischen Mai und Juni 2018 an etwa 4,8 Millionen Haushalte verschickt. Sie enthält neben Ratschlägen für den Kriegsfall auch Hinweise für zivile Krisensituationen. Die Broschüre umfasst 20 Seiten. In der Mitte befindet sich eine Merkliste mit allgemeinen Tipps zum Selbstschutz.

## Aktuelle Ausgabe 2024
Die Regierung Kristersson beauftragte am 7. März 2024 die MSB, eine neue Version der Broschüre Om krisen eller kriget kommer zu erstellen. Der Auftrag basiert auf Schwedens Beitritt zur NATO und der angespannten sicherheitspolitischen Lage.
Die aktualisierte Broschüre ist gelb und wurde am 8. Oktober 2024 bei einer Pressekonferenz im Beisein des Ministers für Zivilschutz, Carl-Oskar Bohlin, sowie der Generaldirektorin der MSB, Charlotte Petri Gornitzka, vorgestellt.
„Es ist kein Geheimnis, dass sich die Sicherheitslage seit der letzten Ausgabe im Jahr 2018 verschlechtert hat […] Die Vorbereitung der Haushalte ist eine Grundsäule der schwedischen Gesamtverteidigung.“
„Die globale Sicherheitslage erhöht das Risiko eines Einsatzes von Atomwaffen.“
„Der Sinn der Heimvorsorge besteht nicht darin, sich im Wald zu verstecken und nichts mehr mit der Gesellschaft zu tun zu haben.“

(Minister für Zivilschutz, Carl-Oskar Bohlin)
Die neue Broschüre enthält neue Abschnitte zu Gesamtverteidigungspflicht, psychologischer Verteidigung, digitaler Sicherheit, Schutz vor Luftangriffen und Atomwaffen sowie Ratschläge für Haustiere und Toilettengänge. Sie sollte zwischen dem 18. und 29. November 2024 an etwa fünf Millionen schwedische Bürgerinnen und Bürger verschickt werden. Als erster Haushalt erhielten am 18. Oktober 2024 der König und die Königin die neue Ausgabe der Broschüre.
Der gesamte Auftrag zur Broschüre sollte spätestens am 31. Januar 2025 abgeschlossen sein.